# Вузениця
Вузениця (словен. Vuzenica) — поселення в общині Вузениця, Регіон Корошка, Словенія. Висота над рівнем моря: 364,9 м.